# Ong bắp cày

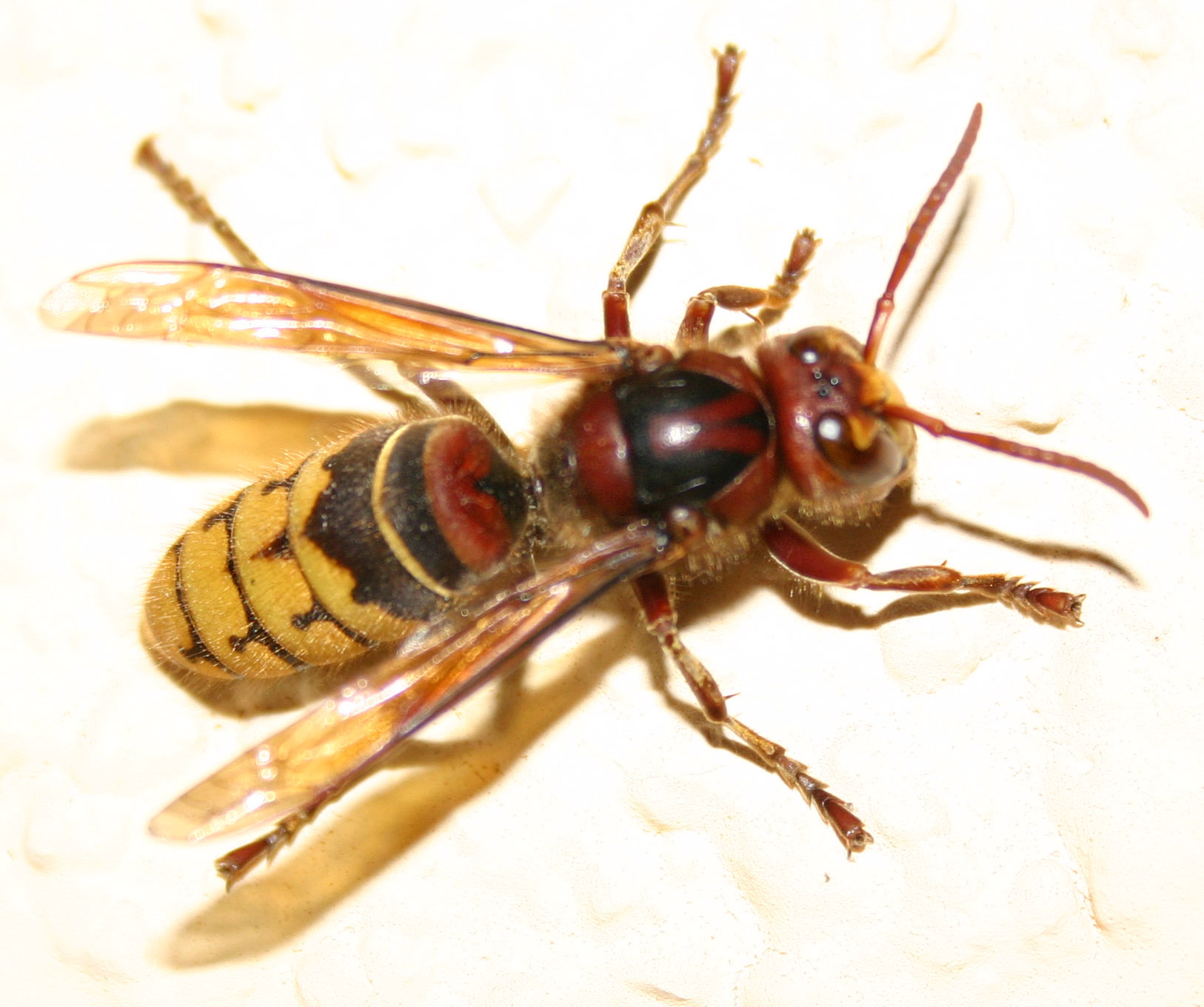
Ong bắp cày châu Âu

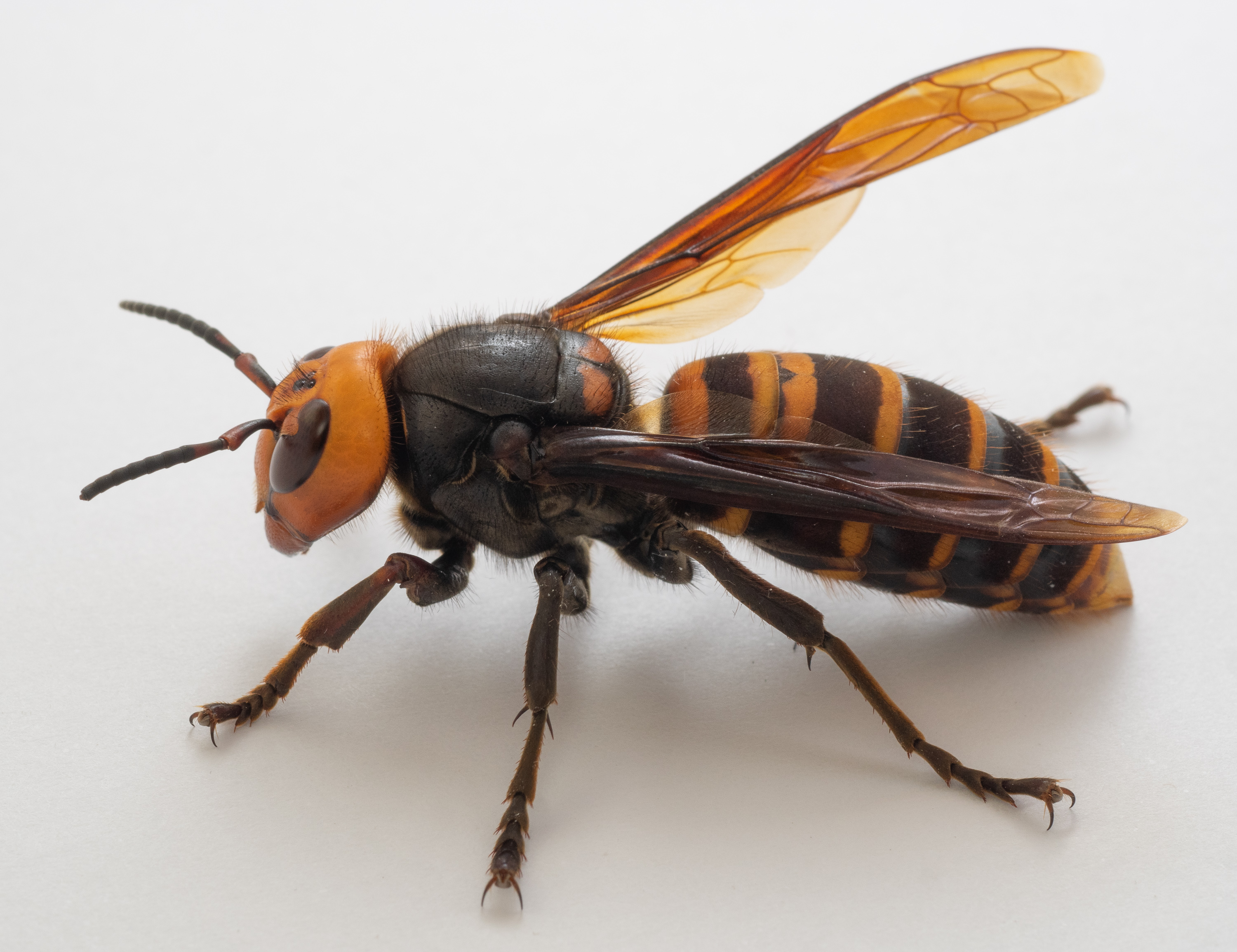
Ong bắp cày khổng lồ châu Á

Ong bắp cày là tên thông dụng của một nhóm các loài tò vò có tính xã hội cao lớn nhất, chủ yếu thuộc chi Vespa và Provespa. Có nhiều loài ong bắp cày có kích thước lên tới 5,5 cm. Loài được biết đến nhiều nhất là Vespa crabro (ong bắp cày châu Âu) với kích thước khoảng 2 - 3.5 cm, phân bố chủ yếu ở châu Âu, Nga, Bắc Mỹ và Bắc Á. Trong tiếng Việt, ong bắp cày còn có các tên khác như ong vò vẽ, ong bò, ong bò vẽ, ong bồ vẽ, ong vẽ, ong vàng. Trên khắp thế giới có 22 loài Vespa được công nhận.

## Đặc điểm
Giống như các loài ong bắp cày xã hội khác, ong bắp cày xây tổ bằng cách nhai gỗ để làm bột giấy. Mỗi tổ có một ong chúa đẻ trứng và được những con ong thợ chăm sóc, mặc dù về mặt di truyền là con cái, không thể đẻ những quả trứng có khả năng sinh sản. Hầu hết các loài làm tổ lộ ra trên cây cối và bụi rậm, nhưng một số loài (chẳng hạn như Vespa orientalis) xây tổ dưới lòng đất hoặc trong các hốc khác. Ở vùng nhiệt đới, những chiếc tổ này có thể tồn tại quanh năm, nhưng ở những vùng ôn đới, tổ sẽ chết trong mùa đông, với những con ong chúa đơn độc sẽ ngủ đông trong lớp lá hoặc vật liệu chất lớp khác cho đến mùa xuân. 
Ong bắp cày thường được coi là loài gây hại, vì chúng tích cực bảo vệ các vị trí làm tổ của mình khi bị đe dọa và vết đốt của chúng có thể nguy hiểm hơn so với vết đốt của ong mật.
Đây là loài ong hung dữ và hay tấn công người, mùa giao phối và thiên di của ong bắp cày diễn ra từ tháng 9 đến tháng 10, đây cũng là thời điểm mà chúng hung hãn nhất.
Ong bắp cày chính là thiên địch số một của loài nhện độc phổ biến nhất châu Úc, chúng có mặt khắp nơi trên lục địa Úc, và có thể được phát hiện trong nhiều bộ sưu tập. Ong bắp cày ký sinh khét tiếng với những hình thức lạ kỳ nhưng cực kỳ thông minh.
Thời tiết ấm và khô hơn là nguyên nhân gia tăng số lượng loài ong này. Hiện nay quá trình đô thị hóa nhanh ở một số nơi khiến môi trường sống của ong bắp cày bị thu hẹp cùng với đó, biến đổi khí hậu có thể là một trong những nguyên nhân chính gây ra các vụ tấn công người.

## Các loài
- Vespa affinis
- Vespa analis
- Vespa basalis
- Vespa bellicosa
- Vespa bicolor
- †Vespa bilineata
- Vespa binghami
- †Vespa ciliata
- †Vespa cordifera
- Vespa crabro
- †Vespa crabroniformis
- †Vespa dasypodia
- Vespa ducalis
- Vespa dybowskii
- Vespa fervida
- Vespa fumida
- Vespa luctuosa
- Vespa mandarinia
- Vespa mocsaryana
- Vespa multimaculata
- †Vespa nigra
- Vespa orientalis
- Vespa philippinensis
- †Vespa picea
- Vespa simillima
- Vespa soror
- Vespa tropica
- Vespa velutina
- Vespa vivax